# Эпштейн, Джеффри
Дже́ффри Э́двард Эпште́йн (англ. Jeffrey Edward Epstein, 20 января 1953, Бруклин, Нью-Йорк — 10 августа 2019, Метрополитенский исправительный центр, Нью-Йорк, США) — американский финансист и зарегистрированный секс-преступник. Начал карьеру в области финансов в инвестиционном банке Bear Stearns, а затем основал собственную фирму «J. Epstein & Co».
В 2008 году был арестован и признал себя виновным по двум обвинениям в организации проституции. Был осуждён за изнасилование 14-летней девочки. Находился в заключении 13 месяцев, после чего был освобождён в рамках сделки о признании вины, когда федеральные должностные лица определили в качестве его жертв 36 девушек, не достигших возраста 16 лет, которым Эпштейн в рамках мировых соглашений выплатил от 50 тыс. до 1 млн долларов. Сделка о признании вины была заключена Александром Акостой, занимавшим тогда пост прокурора США по южному округу Флориды, который согласился предоставить Эпштейну иммунитет от всех федеральных уголовных обвинений.
Эпштейн был вновь арестован 6 июля 2019 года по федеральному обвинению в торговле детьми во Флориде и в Нью-Йорке. 10 августа 2019 года повесился в своей камере.

## Биография

### Ранние годы
Джеффри Эпштейн родился в 1953 году в Бруклине (Нью-Йорк) в еврейской семье. Родители — Полин (урождённая Столофски, 1918—2004) и Сеймур Джи Эпштейн (1916—1991). Родители Джеффри поженились в 1952 году, незадолго до его рождения. Полин была школьной помощницей и домохозяйкой. Сеймур Эпштейн работал в Департаменте парков и отдыха Нью-Йорка садовником. Джеффри был старшим из двух братьев. Он и его брат Марк выросли в бруклинском микрорайоне Сигейт. В 1967 году Эпштейн посещал Национальный музыкальный лагерь в престижном Центре искусств Интерлохена (Мичиган). В 1969 году он окончил старшую школу Лафайет в Бруклине в возрасте 16 лет, пропустив два класса. Позже в том же году он поступил в колледж Cooper Union (Ист-Виллидж, Нью-Йорк). Осенью 1971 года Эпштейн начал посещать Курантовский институт математических наук при Нью-Йоркском университете, но в 1974 году покинул его, не получив степени.

### Карьера
Трудовую карьеру Эпштейн начал в подготовительной школе к колледжу Dalton School в Манхэттене, где с 1974 по 1976 год преподавал математический анализ и физику. В 1976 году Эпштейн перешёл в инвестиционный банк Bear Stearns трейдером опционов, где работал в отделе специальных продуктов, консультируя клиентов с высоким уровнем дохода по налоговым стратегиям. Добившись успеха, в 1980 году Эпштейн стал ограниченным партнёром в Bear Stearns, а через год покинул банк.
В августе 1981 года Эпштейн основал собственную консалтинговую фирму International Assets Group Inc. (I.A.G.), которая оказывала помощь клиентам в возвращении украденных нечистыми на руку брокерами и юристами денег. Эпштейн описывал свою работу в это время как «охотник за головами высокого уровня». По его словам, иногда он консультировал правительства и очень богатых людей, помогая им вернуть украденные средства, в то же время в иных случаях у него были клиенты, которые присваивали чужие средства.
В 1987 году Стивен Хоффенберг нанял Эпштейна в качестве консультанта своей компании Tower Financial Corporation, коллекторского агентства, которое скупало долги частных лиц перед больницами, банками и телефонными компаниями. Они познакомились в Лондоне в 1980-х годах через Дугласа Лиза, оборонного подрядчика, и Джона Митчелла, бывшего генерального прокурора. За консультационную работу Эпштейну платили 25 000 долларов в месяц. Одно из первых заданий Эпштейна у Хоффенберга состояло в том, чтобы реализовать то, что позднее оказалось неудачным предложением о покупке Pan American World Airways в 1987 году и Emery Air Freight Corp в 1988 году. Хоффенберг и Эпштейн тесно сотрудничали и много путешествовали по всему миру. В 1993 году Tower Financial Corporation была разоблачена как одна из крупнейших финансовых пирамид в американской истории, в результате деятельности которой инвесторы потеряли более $450 млн. В своих показаниях Хоффенберг утверждал, что Эпштейн участвовал в мошеннической схеме. Однако, Эпштейн покинул компанию до того, как она рухнула, и его никогда не обвиняли в участии в мошенничестве.
В том же 1987 году Джеффри основал собственную фирму по управлению финансами J. Epstein & Co. Компания была создана для управления активами клиентов с собственным капиталом более $1 млрд. Главным публично известным клиентом J. Epstein & Co был друг и покровитель Эпштейна Лесли Векснер, магнат в сфере ритейла, председатель и генеральный директор корпорации L Brands (ранее Limited Brands). Вскоре после знакомства с Векснером в 1986 году Эпштейн стал его финансовым советником и занимал должность «временного поверенного в делах» в его деловых отношениях. К 1995 году Эпштейн был директором Wexner Foundation и Wexner Heritage Foundation. Он также был президентом компании Wexner’s Property, которая развивала город Нью-Олбани (Огайо), в котором проживал Векснер. Хотя Джеффри никогда не работал в L Brands, он часто переписывался с руководителями компании. Он также часто посещал показы мод Victoria's Secret, принимал моделей в своём доме в Нью-Йорке и помогал начинающим моделям работать в компании. В 1996 году Эпштейн изменил название своей фирмы на Financial Trust Company и, ради налоговых преимуществ, перерегистрировал её на острове Сент-Томас (Виргинские острова США).
В 2003 году Эпштейн решил приобрести журнал New York Magazine. Среди других претендентов были исполнительный директор по рекламе Донни Дойч, бывший владелец маркетинговой компании Deutsch Inc., инвестор-миллиардер Нельсон Пельтц, медиа-магнат и издатель New York Daily News Мортимер Цукерман, а также кинопродюсер Харви Вайнштейн. В конечном итоге журнал купил Брюс Вассерштейн, инвестиционный банкир с Уолл-стрит, который заплатил $55 млн. В 2004 году Эпштейн и Цукерман выделили до $25 млн на финансирование журнала о знаменитостях и поп-культуре Radar, став равными партнёрами в этом предприятии.
В 2015 году израильская газета Haaretz сообщила, что J. Epstein & Co инвестировала в стартап, возглавляемый бывшим премьер-министром Израиля Эхудом Бараком.

### Смерть
23 июля 2019 года Эпштейна нашли в полубессознательном состоянии со следами удушения на шее. По характеру травм сделали вывод, что он пытался повеситься, хотя также была версия, что на него напал сокамерник. В итоге Эпштейна поместили в камеру для предотвращения самоубийства. Однако, 29 июля 2019 года Эпштейна вернули в стандартный спецприёмник. Когда Эпштейна поместили в камеру, тюрьма проинформировала министерство юстиции, что для профилактики суицида у него будет сокамерник и что каждые тридцать минут в камеру будет заглядывать охранник. Однако эти меры не были соблюдены. 9 августа 2019 года сокамерника Эпштейна перевели в другую камеру, а охранники не проверяли его более трёх часов, фальсифицируя соответствующие записи.
10 августа 2019 года Эпштейна обнаружили без дыхания. Охранники вызвали скорую и попытались провести реанимационные мероприятия. Однако оказалось поздно, и Эпштейна признали мёртвым.
11 августа 2019 года произвели вскрытие, по результатам которого пришли к выводу, что вероятнее всего Эпштейн покончил с собой, сбросившись на верёвку с верхнего яруса кровати. Из необычного, вскрытие показало, что у него были множественные переломы шеи. Среди сломанных костей была подъязычная кость. Такие травмы могут получиться при самоубийстве через повешение, но чаще случаются при убийстве через удушение. 16 августа 2019 года Барбара Сэмпсон, старший судебно-медицинский эксперт Нью-Йорка, признала смерть Эпштейна самоубийством.
Тут же появились сомнения в официальной версии о самоубийстве Эпштейна. 20 сотрудников тюрьмы, в которой его нашли мёртвым, были допрошены прокурором штата. По итогу расследования сделали вывод, что самоубийство Эпштейна наступило из-за грубой халатности персонала тюрьмы. Двоих охранников, которые фальсифицировали записи о контрольных проверках Эпштейна, приговорили  к шестимесячному условному сроку и 100 часам общественных работ. Смерть Эпштейна вскрыла проблему нехватки кадров в пенитенциарной системе США, вынуждающую работать сотрудников сверхурочно по 70 часов в неделю вместо положенных 40.
После вскрытия тело Эпштейна востребовал его брат Марк и 5 сентября 2019 года оно было предано земле в безымянной могиле рядом с могилами его родителей на кладбище I.J. Morris Star of David в Палм-Бич, штат Флорида. Имена его родителей также удалили с надгробия, чтобы предотвратить вандализм.

## Уголовное дело

### Первые разработки (2005—2006)
В марте 2005 года женщина обратилась в полицейское управление города Палм-Бич (Флорида) и сообщила, что её 14-летняя падчерица была привезена в особняк Эпштейна другой девушкой. Там ей якобы заплатили 300 долларов за раздевание и массаж Эпштейна. Она разделась, но покинула Эпштейна в нижнем белье. Полиция начала 11-месячное тайное расследование в отношении Эпштейна, после чего был проведён обыск в его доме. ФБР также приняло участие в расследовании; впоследствии полиция утверждала, что Эпштейн заплатил нескольким девушкам за совершение с ним сексуальных действий. Интервью с пятью предполагаемыми жертвами и 17 свидетелями, стенограммы старшей школы и другие предметы, найденные в мусорном ведре в доме Эпштейна, показали, что некоторым из причастных девушек было меньше 16 лет. Полиция во время обыска дома Эпштейна обнаружила две скрытые камеры и большое количество фотографий девушек по всему дому, некоторых из которых полиция опросила в ходе своего расследования.
The International Business Times сообщила, что документы, поданные в судебном процессе 2006 года, утверждают, что Эпштейн установил скрытые камеры во многих местах в своём доме для записи сексуальных действий с девушками известными людьми в преступных целях, таких как шантаж. Эпштейн «обеспечивал» девушками влиятельных людей, чтобы доставить им удовольствие, а также для получения информации для возможного шантажа. В 2015 году стало известно, что одним из влиятельных людей в особняке Эпштейна был принц Эндрю, герцог Йоркский. Бывший сотрудник сказал полиции, что Эпштейну делали массаж три раза в день. В конце концов ФБР получило отчёты от 36 девушек, чьи обвинения в адрес Эпштейна включали в себя частично совпадающие данные.
В мае 2006 года полиция Палм-Бич заявила, что Эпштейну следует предъявить обвинение по четырём пунктам обвинения в сексе с несовершеннолетними и ещё одному по обвинению в растлении. Прокурор штата созвал большое жюри округа Палм-Бич. Тогда начальник полиции Палм-Бич Майкл Рейтер обвинил прокурора в том, что он слишком снисходителен и сыграл важную роль в передаче дела в ФБР. Большое жюри вернуло одно обвинение в совершении уголовного преступления за проституцию, в котором Эпштейн не признал себя виновным в августе 2006 года.

### Соглашение об отказе от уголовного преследования (2007—2008)
Расследование ФБР привело к обвинению на 53 страницах, представленного федеральному большому жюри. Александр Акоста, тогдашний прокурор США по Южному округу Флориды, согласился заключить сделку о предоставлении иммунитета от всех федеральных уголовных обвинений Эпштейну вместе с четырьмя названными соучастниками и любыми неназванными «потенциальными соучастниками». Согласно «Майами геральд», соглашение об отказе от судебного преследования «по существу закрыло продолжающееся расследование ФБР о том, было ли больше жертв и других влиятельных людей, принимавших участие в сексуальных преступлениях Эпштейна». В то время это приостановило расследование и опровергло обвинительное заключение. «Майами геральд» писала: «Акоста согласился, несмотря на федеральный закон об обратном, что сделка будет сокрыта от жертв». Эпштейн согласился признать себя виновным по обвинению в принуждении к проституции, зарегистрироваться в качестве секс-преступника и выплатить компенсацию трём дюжинам жертв, выявленных ФБР. Британская газета The Guardian сообщила: «Несмотря на это, правительство США в конечном итоге согласилось разрешить Эпштейну признать себя виновным только по одному пункту обвинения в принуждении к проституции несовершеннолетней девушки по закону штата Флорида … Эпштейн согласился не оспаривать гражданские иски, поданные 40 женщинами, идентифицированными ФБР, но избежал судебного преследования, которое могло заключить его в тюрьму до конца его жизни».
Сделка была объявлена незаконной в феврале 2019 года из-за того, что жертвы не были уведомлены о ней.

### Осуждение и вынесение приговора (2008—2011)
В июне 2008 года, после того, как Эпштейн признал себя виновным по обвинению штата (одному из двух) в принуждении к проституции девушки моложе 16 лет, он был приговорён к 18 месяцам тюремного заключения. Вместо того, чтобы отправить в тюрьму штата, как и большинство осуждённых за сексуальные преступления во Флориде, Эпштейна поместили в частное крыло тюрьмы округа Палм-Бич. Ему разрешили работать в его офисе в центре города до 12 часов в день шесть дней в неделю. Он отсидел 13 месяцев, после чего был освобождён на год испытательного срока. Во время испытательного срока ему разрешили многочисленные поездки на его корпоративном самолёте в его места жительства в Манхэттене и на американских Виргинских островах.
При освобождении Эпштейна зарегистрировали в штате Нью-Йорк как секс-преступника третьего уровня (высокий риск повторного преступления), пожизненно. Эпштейн являлся зарегистрированным секс-преступником с 2008 года.

### Реакции
Соглашение об иммунитете и снисходительное отношение к Эпштейну вызвали противоречия в обществе. Шеф полиции Палм-Бич обвинил штат в предоставлении Эпштейну льготного режима, а Miami Herald написала, что прокурор США Акоста дал Эпштейну «сделку на всю жизнь». После того, как обвинения стали достоянием общественности, несколько человек и учреждений вернули пожертвования, полученные ими от Эпштейна, включая бывшего губернатора Нью-Йорка Элиота Спитцера, губернатора Нью-Мексико Билла Ричардсона и полицейское управление Палм-Бич. Гарвардский университет объявил, что не вернет никаких денег. Были также поставлены под сомнение различные благотворительные пожертвования, которые Эпштейн сделал в пользу образования детей.
18 июня 2010 года бывшего управляющего Эпштейна Альфредо Родригеса приговорили к 18 месяцам лишения свободы после того, как его осудили по обвинению в препятствовании передаче в полицию и впоследствии попытке продать журнал, в котором он записывал деятельность Эпштейна. Специальный агент ФБР Кристина Прайор проверила материал и согласилась, что это была информация, «которая была бы чрезвычайно полезна при расследовании и судебном преследовании по делу, включая имена и контактную информацию свидетелей по делу и дополнительных жертв».

### Иски и процессы
В декабре 2018 года начался гражданский судебный процесс адвоката Брэдли Эдвардса против Эпштейна. Ожидалось, что судебный процесс предоставит жертвам первую возможность публично заявить о своих обвинениях. Тем не менее, дело было решено уже в первый день судебного разбирательства, когда Эпштейн извинился перед Эдвардсом; другие условия урегулирования были конфиденциальными.
Ещё один длительный судебный процесс находится на рассмотрении в федеральном суде, направленный на отмену федерального соглашения о признании вины на том основании, что оно нарушило права потерпевших. 7 апреля 2015 года судья Кеннет Марра постановил, что обвинения, выдвинутые предполагаемой жертвой Вирджинией Робертс против принца Эндрю, не имеют отношения к иску предполагаемых жертв, пытающихся отменить соглашение Эпштейна о признании вины без обвинения с федеральным правительством; судья распорядился исключить это обвинение из протокола. Судья Марра не вынес решения относительно того, являются ли заявления Робертс правдивыми или нет. Была попытка добавить Робертс и ещё одну женщину в качестве истцов по этому делу. Марра специально сказал, что Робертс может позже дать показания, когда дело дойдёт до суда.

### Другие гражданские иски
6 февраля 2008 года анонимная женщина из Виргинии подала гражданский иск на сумму 50 миллионов долларов в федеральный суд против Эпштейна, утверждая, что в 2004—2005 годах, когда ей было 16 лет, её «завербовали, чтобы делать Эпштейну массаж». Она утверждала, что её отвезли в особняк Эпштейна, где он разделся и совершил с ней половой акт, а сразу после этого заплатил ей 200 долларов. Аналогичный иск на сумму 50 миллионов долларов подала в марте 2008 года другая женщина, которую представлял тот же адвокат. Эти и несколько других подобных исков были отклонены судами. Все другие иски были урегулированы Эпштейном вне суда. Эпштейн заключил множество судебных соглашений с предполагаемыми жертвами, но по состоянию на январь 2015 года некоторые дела оставались открытыми.
Федеральный гражданский иск от 30 декабря 2014 года был подан во Флориде против США за нарушение Закона о правах жертв преступлений в соответствии с соглашением Министерства юстиции с Эпштейном 2008 года; иск также обвинял Алана Дершовица в сексуальном насилии над несовершеннолетней, предоставленной ему Эпштейном. Обвинения против Дершовица были отклонены судьёй и исключены из дела, так как он сказал, что они выходят за рамки иска об отмене соглашения о признании вины. В документе, поданном в суд, утверждается, что Эпштейн управлял «кольцом сексуального насилия» и предоставлял несовершеннолетних девушек «видным американским политикам, влиятельным бизнесменам, иностранным президентам, известному премьер-министру и другим мировым лидерам».
В Калифорнии в апреле 2016 года был подан федеральный иск против Эпштейна и Дональда Трампа женщиной из Калифорнии, утверждавшей, что ответчики подвергли её сексуальному насилию на серии вечеринок в резиденции Эпштейна в Манхэттене в 1994 году, когда ей было 13 лет. Иск был отклонён федеральным судьей в мае 2016 года, поскольку она не выдвинула действительных требований в соответствии с федеральным законом. Женщина подала ещё один федеральный иск в Нью-Йорке в июне 2016 года, но через три месяца он был отозван, по-видимому, без предъявления обвиняемым. Третий федеральный иск был подан в Нью-Йорке в сентябре 2016 года. Два последних иска включали в себя письменные показания анонимного свидетеля, который засвидетельствовал обвинения в исках, и анонимное лицо, которое заявило, что истец рассказал ему/ей о нападениях в то время, когда они произошли. Истица, которая выступала анонимно в качестве Джейн Доу, должна была появиться на пресс-конференции в Лос-Анджелесе за шесть дней до выборов 2016 года, но внезапно отменила мероприятие; её адвокат Лиза Блум утверждала, что женщина получила угрозы. Иск был отклонен 4 ноября 2016 года. Адвокат Трампа Алан Гартен категорически отрицал обвинения, в то время как Эпштейн отказался от комментариев.
В январе 2015 года 31-летняя американка Вирджиния Робертс (ныне Вирджиния Джуффре) дала под присягой показания, что в 17 лет Эпштейн содержал её в качестве секс-рабыни. Она также утверждала, что он передавал её другим людям, включая принца Эндрю и профессора Гарварда Алана Дершовица. Робертс также утверждала, что Эпштейн и другие подвергли её физическому и сексуальному насилию. Робертс утверждала, что ФБР могло быть причастно к сокрытию преступлений. Она рассказала, что служила секс-рабыней Эпштейна с 1999 по 2002 год и принимала на работу других несовершеннолетних девушек. Принц Эндрю, Эпштейн и Дершовиц отрицали, что занимались сексом с Робертс, а Дершовиц подал в суд на неё. Дневник, предположительно принадлежащий Робертс, был опубликован в интернете. Эпштейн вступил во внесудебное урегулирование с Робертс, как он сделал в нескольких других судебных процессах.

### Обращения в 2019 году
21 февраля 2019 года старший судья окружного суда США по южному округу Флориды Кеннет Марра заявил, что федеральные прокуроры нарушили закон, не уведомив потерпевших, прежде чем они позволили Эпштейну признать себя виновным только в совершении преступления во Флориде. Судья оставил открытым вопрос, каким может быть возможное средство правовой защиты.
11 марта 2019 года Апелляционный суд США по второму округу предоставил сторонам одну неделю для обоснования того, почему сводное судебное решение и материалы по делу должны оставаться под печатью, без чего они были бы распечатаны 19 марта 2019 года.

### Арест и обвинение (2019)
6 июля 2019 года Эпштейна арестовали в аэропорту Тетерборо в Нью-Джерси по обвинению в сексуальной торговле. Газета «The New York Times» изначально неправильно сообщала, что его арестовали в Нью-Йорке.
По словам свидетелей и источников в день ареста Эпштейна, около десятка агентов ФБР с ордером на обыск заставили открыть дверь в его манхэттенском доме Герберта Страуса. Обыск обнаружил доказательства торговли людьми, а также обнаружил «сотни, а возможно и тысячи, сексуально наводящих на размышления фотографий полностью или частично обнаженных женщин». Некоторые фотографии были подтверждены как фотографии несовершеннолетних. В заблокированном сейфе обнаружили компакт-диски с собственноручными надписями, включая описания: «Young [Name] + [Name]», «Misc nudes 1» и «Girl pics nude». Там же обнаружили наличные деньги, алмазы и просроченный австрийский паспорт 1987 года с фотографией Эпштейна, но другим именем. Паспорт показал его место жительства как Саудовская Аравия.
Двумя днями позже прокуроры отдела по борьбе с коррупцией Южного округа Нью-Йорка обвинили Эпштейна в секс-торговле и заговоре с целью торговли несовершеннолетними для секса. Судебные документы утверждают, что по крайней мере 40 несовершеннолетних девочек были привезены в особняк Эпштейна для сексуальных контактов. Судья Кеннет Марра принимает решение о том, должно ли оставаться в силе соглашение о несудебном преследовании, которое защищало Эпштейна от более серьёзных обвинений.

### Арест Гислейн Максвелл

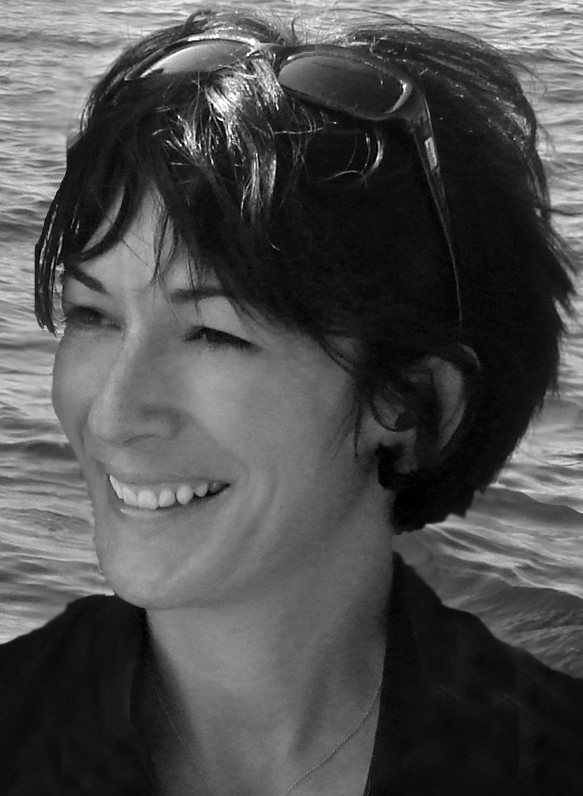
Гислейн Максвелл

Подруга Эпштейна Гислейн Максвелл, которая помогала ему в секс-торговле детьми, также попала в тюрьму, её приговорили к 20 годам тюремного срока. В суде показали фото Эпштейна и Максвел, на котором они сидят вместе, целуются, на них видны их близкие отношения. На суде выступили четыре женщины, которые утверждали, что она доставляла их к Эпштейну, а потом иногда сама участвовала в их совращении. Для дальшейшего расследования дела Гислейн Максвелл и её причастности к делам Эпштейна будут приглашены в суд для допроса известные политики, которые могли быть как-то связаны с Эпштейном.

## Личная жизнь
В 1992 году Эпштейн познакомился с Гислейн Максвелл (Ghislaine Maxwell), британской светской львицей и дочерью известного предпринимателя Роберта Максвелла, которая стала одной из самых близких подруг Джеффри. Максвелл была замешана в нескольких обвинениях в адрес Эпштейна, так как подозревалась в приобретении или вербовке несовершеннолетних девочек для него.
Эпштейн был близко знаком со многими богатыми и знаменитыми личностями. Среди его друзей и знакомых помимо Гилен Максвелл также были принц Эндрю, инвестор-девелопер и друг Трампа Томас Баррак, президенты США Билл Клинтон и Дональд Трамп, диктор и политконсультант Джордж Стефанопулос, журналист и телеведущая Кэти Курик, Вуди Аллен, бывшие премьер-министры Израиля Эхуд Барак и Великобритании Тони Блэр, преподаватель права в Гарварде Алан Дершовиц, наследный принц Саудовской Аравии Мохаммед бин Салман, миллиардер и магнат в сфере ритейла Лесли Векснер, создатель Microsoft Билл Гейтс.
Эпштейн владел частным самолётом Boeing 727, прозванным бульварной прессой «Лолита Экспресс» (англ. Lolita Express), и часто путешествовал на нём, налетая до «600 лётных часов в год […] обычно с гостями на борту». В сентябре 2002 года Эпштейн летал в Африку на своем частном самолёте вместе с Клинтоном, Кевином Спейси и Крисом Такером. Согласно полётным записям, Клинтон летал на самолёте Эпштейна 26 раз, по крайней мере, в дюжину мест за пределами США. Представитель Клинтона позже заявил, что он совершил четыре поездки на самолёте Эпштейна, делая остановки на нескольких континентах, все со своим персоналом и Секретной службой.
В профиле Эпштейна в журнале New York в 2002 году бывший лидер Сенатского большинства демократ Джордж Дж. Митчелл сказал об Эпштейне: «Я бы точно назвал его другом и сторонником». В той же статье Дональд Трамп отметил: «Я знал Джеффа уже пятнадцать лет. Потрясающий парень. С ним очень весело. Даже говорят, что он любит красивых женщин так же, как и я, и многих из них на более молодой стороне. Без сомнения — Джеффри наслаждается общественной жизнью». В 2019 году Трамп сказал, что расстался с Эпштейном около 15 лет назад. 
В 2025 году The Wall Street Journal опубликовала статью с описанием поздравительной открытки, которую Трамп подарил Джеффри Эпштейну на его 50-й день рождения в 2003 году. По сведениям газеты, подруга Эпштейна Гилейн Максвелл подготовила ему в подарок альбом с письмами от друзей. Одно из посланий было подписано «Дональд», издание считает, что автором открытки является Трамп. WSJ описывает открытку как «непристойную»: несколько строк машинописного текста обрамлены контуром обнаженной женщины, который, похоже, нарисован от руки жирным маркером. «Пара маленьких дуг обозначает грудь женщины, а подпись будущего президента — волнистая надпись «Дональд» ниже талии, имитирующая лобковые волосы», — говорится в статье. В конце послания, как пишет WSJ, сказано: «С днем рождения — и пусть каждый день будет еще одним замечательным секретом». В связи с этой публикацией Трамп подал иск о диффамации к The Wall Street Journal
Эпштейн был якобы исключён в 1999 году из гольфклуба «Мар-а-Лаго», принадлежащего Трампу, согласно судебным документам, поданным адвокатом Брэдли Эдвардсом, хотя позже Эдвардс признал, что это слух, который он не может подтвердить. В 2003 году Лесли Векснер, тогда ещё друживший с Эпштейном, очень лестно отзывался о нём: «Он очень умён и сочетает в себе острый ум и необычайно высокие профессиональные стандарты. Кроме того, он остаётся самым преданным другом». В 2019 году представитель Векснера сообщил журналу «Forbes», что друг и покровитель Джеффри «прекратил отношения с господином Эпштейном более десяти лет тому назад». Билл Клинтон похвалил Эпштейна как «преданного филантропа» с «проницательностью и щедростью». В то время Эпштейн входил в совет Фонда Рокфеллера, являлся членом Трёхсторонней комиссии и Совета по международным отношениям, а также был крупным донором Гарвардского университета.
С 1989 по 2003 год Эпштейн пожертвовал более 139 тыс. долларов федеральным кандидатам и комитетам от Демократической партии и более 18 тыс. долларов — республиканским кандидатам и группам.
В апреле 2003 года журнал New York сообщил, что Эпштейн организовал званый обед в своей резиденции в Манхэттене, чтобы почтить Билла Клинтона, который не появился на нём, зато присутствовали Дональд Трамп, Сергей Брин и многие другие знаменитости[значимость факта?].

### Состояние
Широко распространено убеждение, что Джеффри Эпштейн являлся миллиардером, в то же время многие журналисты и бизнесмены в этом сомневаются.
Первым СМИ, назвавшим Эпштейна миллиардером, стала газета Daily Mirror, в марте 2001 года опубликовавшая статью, посвящённую Гилен Максвелл. Позднее Эпштейна стали называть миллиардером и другие СМИ, в том числе Associated Press, New York Post, New York Daily News, Newsday, Boston Globe, Miami Herald. Согласно журналу New York, в 2008 году, когда Эпштейн признал себя виновным во Флориде за побуждение к проституции, его адвокаты заявили, что он миллиардер с чистой стоимостью активов более одного миллиарда долларов.
Ряд источников поставил под сомнение статус Эпштейна как миллиардера. Так, журналисты Forbes ещё в 2004—2005 годах изучали бизнес Эпштейна, при этом два крупных предпринимателя, знакомые с ним лично, считали, что Эпштейн не является миллиардером. Согласно статье в New York Times, его «состояние может быть скорее иллюзией, чем фактом». Эпштейн потерял «большие суммы денег» во время финансового кризиса 2008 года, в то время как «друзья и покровители», в том числе миллиардер Лесли Х. Векснер, «бросили его» после того, как Джеффри признал себя виновным в сексуальных связях с несовершеннолетними в том же 2008 году. Журнал New York утверждал, что «есть скудные доказательства» «добросовестных финансовых отношений» Эпштейна. Forbes также опубликовал статью под названием «Почему секс-преступник Джеффри Эпштейн не является миллиардером». Спенсер Кувин, адвокат трёх предполагаемых жертв Эпштейна по делу, в котором Джеффри признал себя виновным в сексуальной активности с несовершеннолетними, заявил, что «он и его команда исследовали все возможные стороны, чтобы выяснить состояние Эпштейна, но обнаружили, что значительная часть его богатства находится в офшоре». Согласно Bloomberg, «сегодня так мало известно о текущем бизнесе или клиентах Эпштейна, что единственной вещью, которая может быть оценена с какой-либо уверенностью, является его собственность».
Федеральные прокуроры 12 июля 2019 года заявили в судебных документах, что, основываясь на записях одного финансового учреждения, Джеффри Эпштейн был «чрезвычайно богатым», имел активы на сумму не менее $500 млн и зарабатывал более $10 млн в год. Степень его богатства, однако, не была известна, так как он не заполнил аффидевит для своего заявления о залоге.

### Резиденции
Эпштейн владел домом Герберта Н. Страуса на Восточной 71-й улице в Верхнем Ист-Сайде Манхэттена в Нью-Йорке. По общему мнению, это самая большая частная резиденция на Манхэттене площадью около 1900 м², стоимостью по разным оценкам от $56 до $77 млн. Также Эпштейну принадлежал дом в Палм-Бич (Флорида) ($12,4 млн), ранчо «Зорро» площадью более 3000 га в Нью-Мексико ($12 млн), апартаменты в Париже ($4 млн) и два виргинских острова, Литл-Сент-Джеймс ($8 млн) и расположенный поблизости Грейт Сейнт-Джеймс ($18 млн). На острове Грейт-Сейнт-Джеймс Эпштейн начал строить комплекс, включавший амфитеатр и «подводный офис и бассейн», но столкнулся с проблемами, когда в конце 2018 года был издан приказ о прекращении работ; работы продолжились несмотря на запрет.

### Филантропия
В 1991 году Эпштейн был одним из четырёх доноров, которые пообещали привлечь 2 млн долларов для движения «Гилель» для строительства студенческого корпуса Rosovsky Hall в Гарварде. 

В 2000 году Эпштейн основал фонд Jeffrey Epstein VI Foundation, который финансирует научные исследования и образование. До 2003 года фонд в основном финансировал исследования биолога Мартина Новака из Института перспективных исследований в Принстоне (Нью-Джерси). В мае 2003 года Эпштейн сделал серию пожертвований на общую сумму $30 млн на работы по созданию программ математической биологии и эволюционной динамики, которыми руководил Мартин Новак, перешедший в Гарвард. По данным Boston Globe, всего Эпштейн потратил на финансирование научных исследований 6,5 млн долл..
Истинные размеры филантропии Эпштейна неизвестны. Учреждённый им фонд не раскрывает информацию, которую обычно предоставляют другие подобные организации. Была выражена обеспокоенность по поводу отсутствия прозрачности, и в 2015 году генеральный прокурор Нью-Йорка пытался получить информацию.
Некоторые факты о научном спонсорстве Эпштейна могут быть сфабрикованы поддельными новостями. Например, в 2019 году Forbes удалил со своего сайта статью 2013 года после того, как выяснилось, что за её написание Дрю Хендриксу заплатили $600.